# Château de Trifels
Le château  de Trifels, aujourd'hui en partie restauré, surplombe du haut de son piton rocheux la petite ville d'Annweiler (Rhénanie-Palatinat) au cœur de la forêt du Palatinat. Au Moyen Âge, il bénéficia pendant deux siècles (de 1113 à 1310), du statut de palais impérial.

## Localisation
Ce château, édifié sur le mont Sonnenberg (494 m), se dresse sur un triple piton gréseux, long de 145 m, large de 40 m et surélevé de 50 m. Cette triple assise rocheuse a donné son nom à la forteresse, qu'on peut rendre par « Trois-Rochers » (dreifacher Fels). Le Sonnenberg, avec son sommet arrondi, est une montagne typique de la Vasgovie, comme on appelle la moitié méridionale de la forêt du Palatinat. Le Trifels et ses deux frères, eux aussi en ruines et à proximité immédiate au sud-est : les Anebos (en) et de Scharfenberg (aussi appelé Münz), sont les symboles de la petite ville d'Annweiler, qui s'épanouit en contrebas dans la vallée de la Queich. Sur un espace réduit, le pays offre aux touristes plusieurs autres châteaux, notamment celui du Madenburg à 4 km de là, et qui était très lié au château de Trifels.

## Rayonnement du lieu

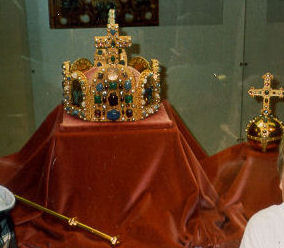
Copies des régalia impériales exposées au musée de Trifels.

Le château de Trifels actuel (qui n'a pas été reconstruit à l'identique), avec les répliques des régalia du Saint-Empire romain germanique qui y sont exposées, compte parmi les principales attractions touristiques du Palatinat rhénan. Avec plus de 100 000 visiteurs par an, il est, derrière le château de Hambach (200 000 visiteurs) le deuxième château le plus visité de la région. Le Trifels doit cette affluence au rôle qu'il jouait au Moyen Âge, surtout sous le règne des Hohenstaufen, du XIIe au XIIIe siècle. Le château fort, en tant que résidence impériale, fut le théâtre de scènes historiques. Outre les régalia, son attrait vient de ce qu'il fut (mais sans doute seulement pendant trois semaines, du 31 mars au 19 avril 1193) le lieu de détention de Richard Cœur de Lion.

### Les débuts
La construction du château remonte sans doute au XIe siècle : il est mentionné pour la première fois en 1081. C'était alors le château d'un seigneur du nom de Diemar, opposant à l'empereur lors de la Querelle des Investitures. Par la suite il se retira à l'abbaye de Hirsau et transmit le Trifels à l'empereur ou à l'anti-roi. Diemar était issu de la lignée des Reginbodonen, celle des comtes de l’Ufgau badoise. C'est sans doute par son mariage avec une sœur de l'évêque de Spire, Johann von Kraichgau, de la dynastie des Zeisolf-Wolfram, que Diemar est entré en possession des châteaux du Trifels et du Madenburg tout proche. Selon les Annales de Spire, la mère de l'archevêque Johann était une sœur de l'empereur Henri IV ; ainsi, l'épouse de Diemar était une cousine de l'empereur.

### Forteresse d'Empire

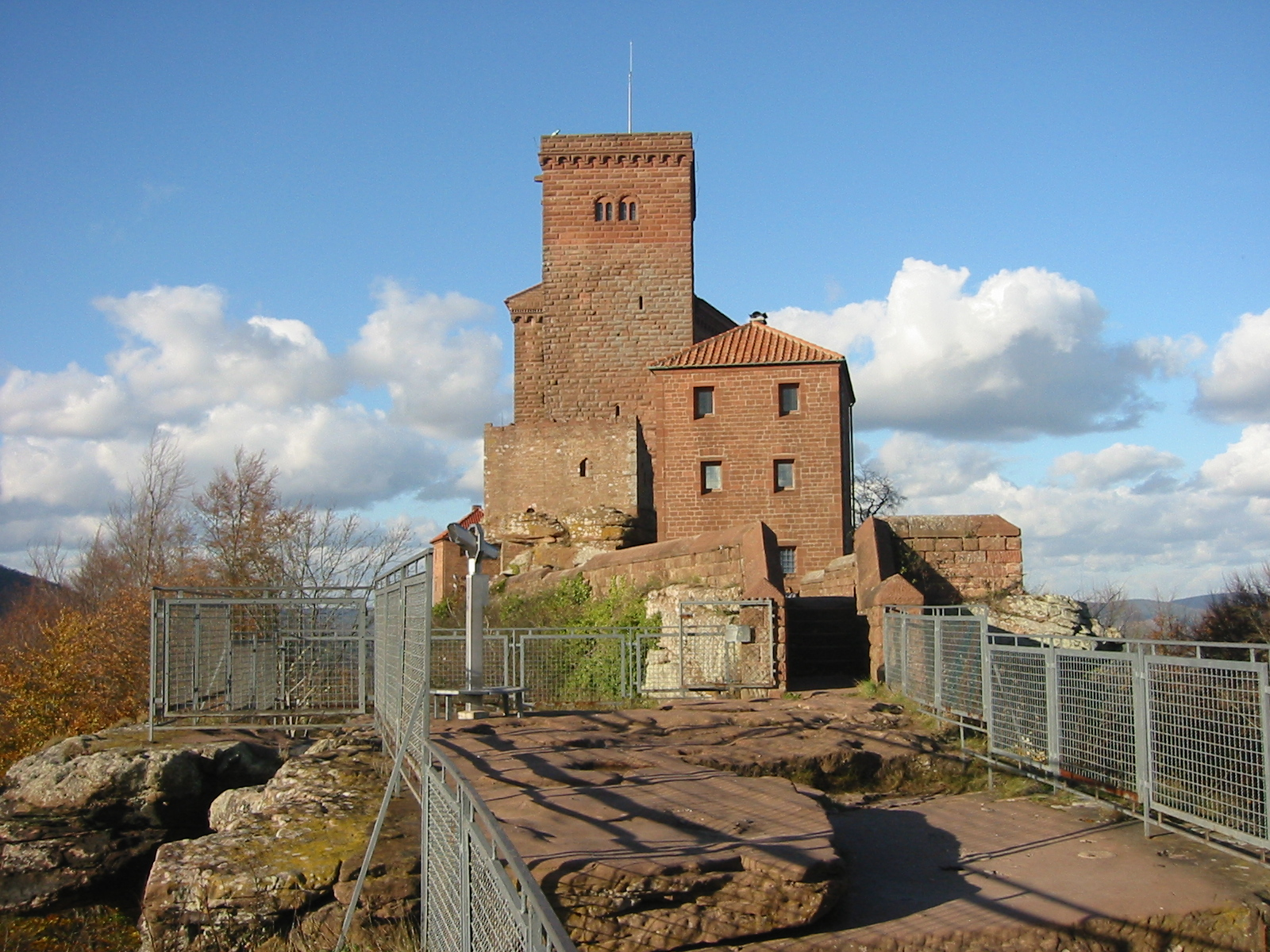
Façade du château de Trifels.

En 1112, l'empereur Henri V et son chancelier, le prince-archevêque de Mayence Adalbert Ier de Sarrebruck entrèrent en conflit pour la possession des forteresses de Trifels et de Madenburg. Adalbert défendait là ouvertement l'héritage de sa famille, car son frère Frédéric était marié avec une petite-fille de Diemar von Trifels, également fille du comte Dietmar von Selbold-Gelnhausen. Mais dès 1113, Adalbert dut céder le château fort de Trifels à l'empereur, qui le garda prisonnier jusqu'en 1115, en partie dans ce château.

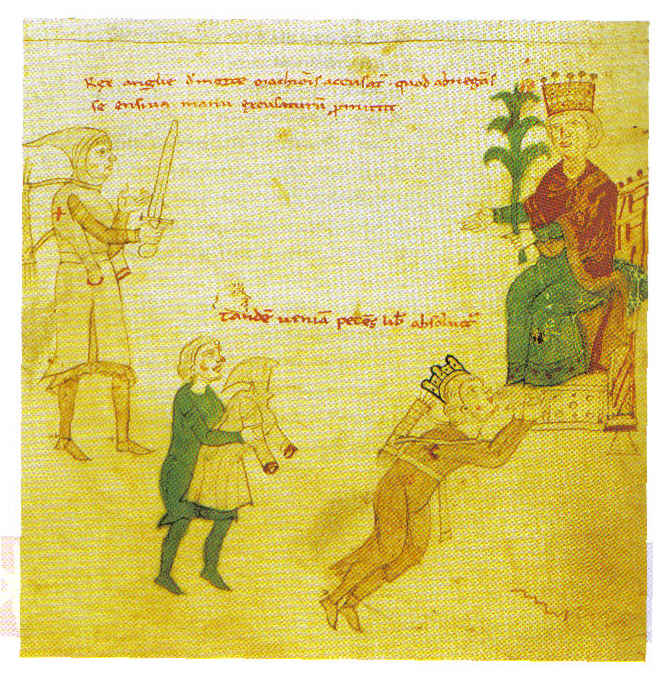
Richard Cœur de Lion baise les pieds d' (extrait du Liber ad honorem Augusti de Pierre d'Éboli (1196).

Mais le plus célèbre détenu de cette forteresse fut sans conteste le roi Richard Cœur de Lion, fait prisonnier lors de son voyage de retour de la troisième croisade en 1192 puis livré à l’empereur Henri VI en 1193. On l'amena à cet endroit, où il passa de façon certaine au moins trois semaines (mais peut-être même une année), et fut libéré contre rançon au bout de deux ans, le 4 février 1194. Mais selon le conte de la libération du roi Richard Cœur de Lion de Blondel de Nesle, cette version est une mystification. L'énorme rançon que l'empereur reçut, il avait réclamé une rançon de cent cinquante mille marcs d'argent, équivalent à deux années de recettes du royaume d'Angleterre, lui permit d'engager une campagne contre l'empire normand en Italie du sud. C'est de Trifels que son expédition démarra le 9 mai 1194.
Un autre détenu illustre est le prince-archevêque de Cologne Brunon IV von Sayn, qui fut en 1206 le prisonnier du roi Philippe de Souabe, d'abord au Trifels, puis au château fort d'Alt-Ems dans le Vorarlberg.
Il n'est pas certain que ces prisonniers nobles aient passé leur détention dans les cachots creusés à même la pierre du rocher ; leur détention devait plutôt s'apparenter à une mesure de résidence surveillée ou d'internement, où ils ne manquaient de rien, mis à part qu'il n'avaient pas choisi ce séjour.
De 1125 à 1298, les régalia impériales (ou emblèmes impériaux), c'est-à-dire la couronne, l'orbe et le sceptre, étaient conservés dans ce château. Cela arrivait à chaque vacance du pouvoir, jusqu'à l'élection du nouveau souverain.

### Décadence
Avec la chute des Hohenstaufen, le château de Trifels perdit de son importance vers la fin du XIIIe siècle. En 1410 il fut rattaché au duché de Palatinat-Deux-Ponts. Puis en 1602 il fut incendié par la foudre et détruit en grande partie. Au cours de la guerre de Trente Ans, ses ruines servaient de refuges, avant d'être définitivement désertées lors de la peste de 1635. Sa chapelle était apparemment toujours en bon état, car on sait qu'encore en 1786 le baron Joseph von Lassberg y fut fait chevalier par son oncle. Finalement les ruines furent exploitées en carrière : les habitants de la région venaient s'y approvisionner en pierre à bâtir.

### Reconstruction

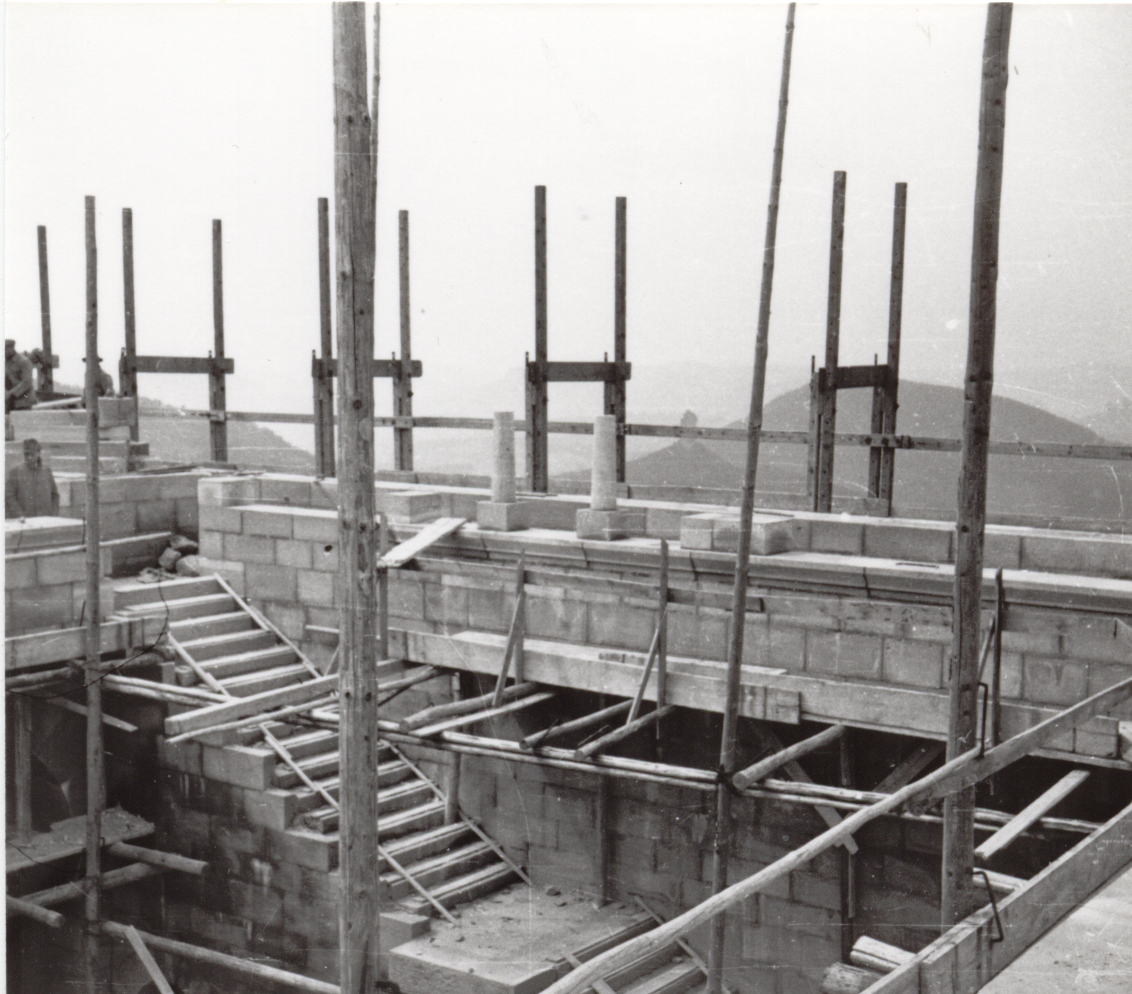
Reconstruction des appartements du palais, vers 1942.

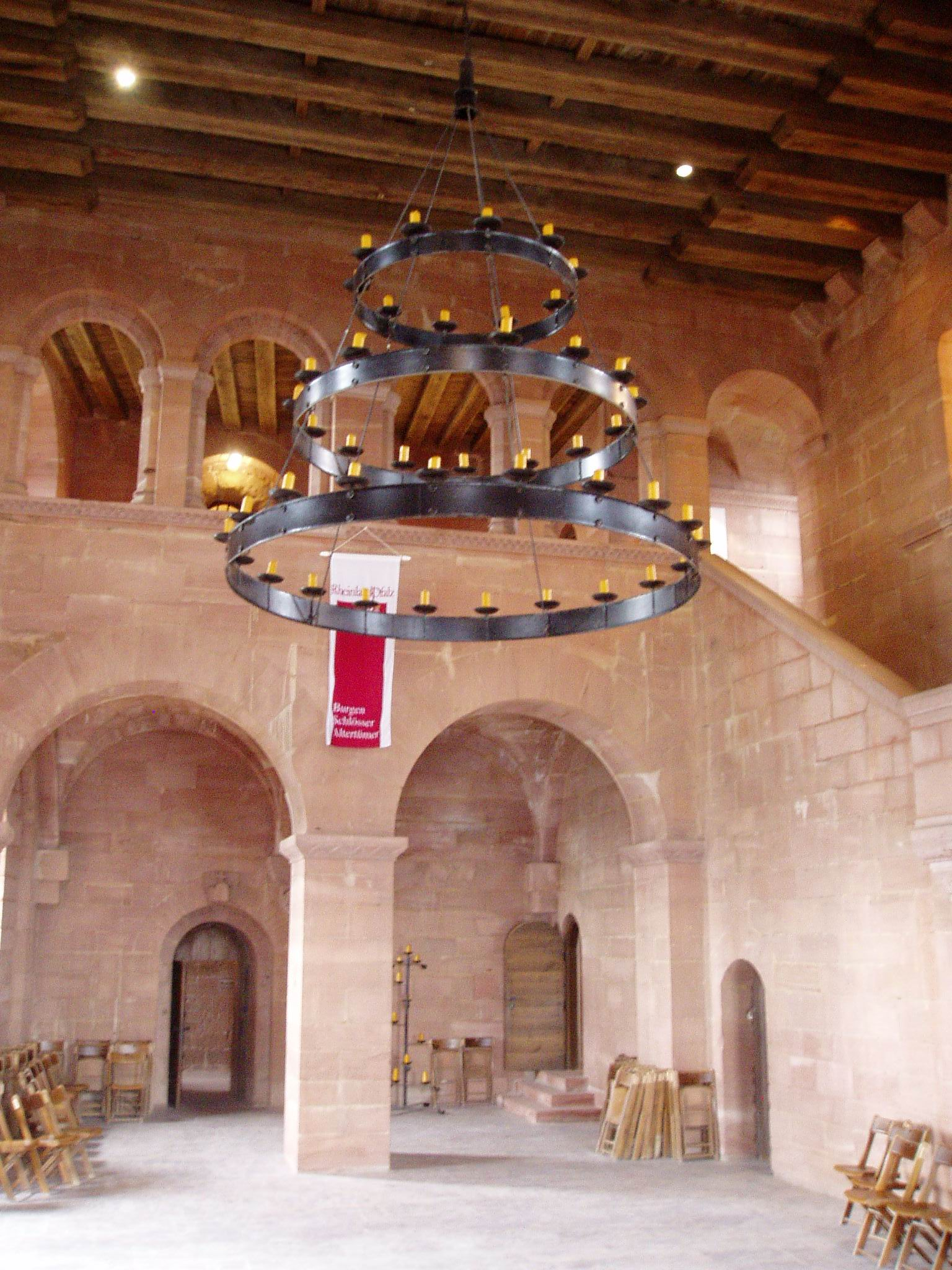
La salle du trône, une reconstitution anachronique du régime nazi.

En 1841, le Royaume de Bavière, auquel le Palatinat était rattaché depuis le Congrès de Vienne (1816), entreprit les premières mesures de conservation. L'association Trifelsverein, qui entendait s'opposer à tout nouveau vol de pierre, vit le jour en 1866.
Personne ne s'est intéressé au site de Trifels jusqu'au potentat du Troisième Reich (1933–1945) : à partir de 1938, ils décidèrent la reconstruction du château. Mais comme on ne disposait d'aucune indication sur l'aspect du château fort d'origine, ce palais fut entièrement reconstruit selon les plans proposés par l'architecte Rudolf Esterer, dans le style d'un donjon de la période italienne des Hohenstaufen. Les nazis s'inquiétaient peu de la vraisemblance ; ils visaient principalement à glorifier le passé national et la légitimité de leur nationalisme. À cet égard, on peut toujours visiter la salle du trône, haute à elle seule de deux étages, et qui n'a aucun rapport avec ce qu'étaient ces salles au Moyen Âge.
Vers la fin de la Seconde Guerre mondiale, les travaux s'interrompirent pour une bonne dizaine d'années. La reconstitution définitive du château féodal reprit de 1954 jusqu'aux années 1970. Elle était régulièrement en butte à la pénurie de pierre et aux menaces de perdre les subsides.

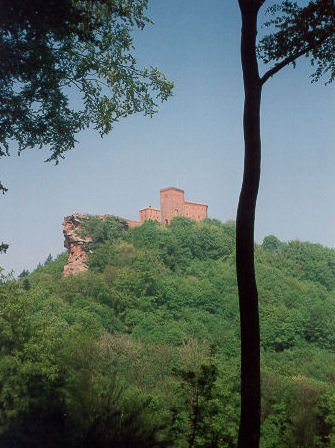
Le château de Trifels et son rocher.

Les rochers en contrebas du château sont appréciés des amateurs d'escalade.

## Voir aussi

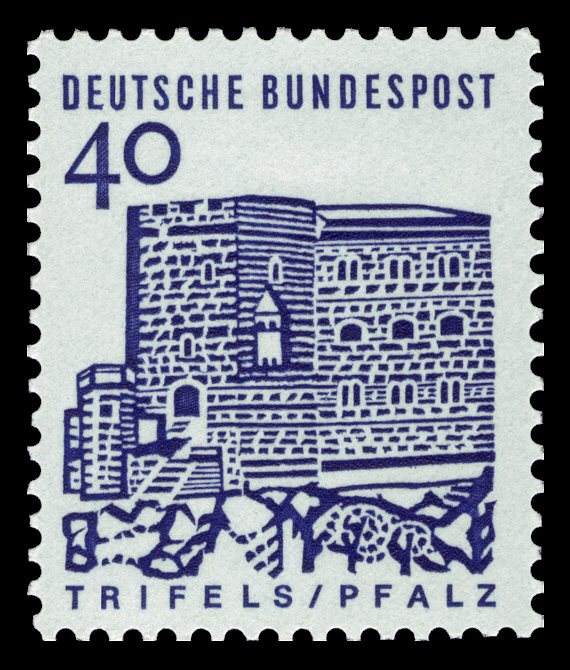
Timbre des Postes Fédérales allemandes (1965) de la série « Douze siècles d'édifices allemands » (Deutsche Bauwerke aus zwölf Jahrhunderten).

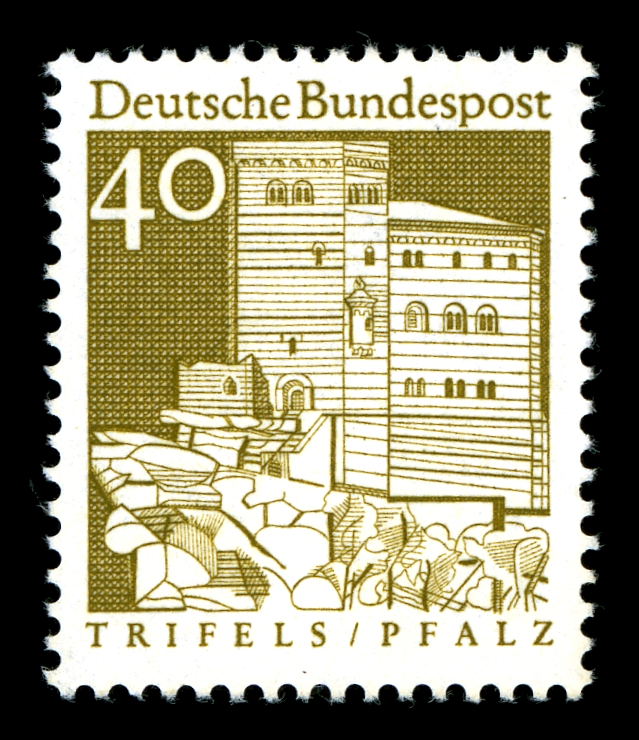
Timbre des Postes Fédérales allemandes (1967) de la série « Douze siècles d'édifices allemands » (Deutsche Bauwerke aus zwölf Jahrhunderten).